# 戀愛，我借走了
《戀愛，我借走了》是ASa Project在2019年7月26日發售的戀愛冒險類型成人遊戲。2019年11月29日與2020年1月31日發售兩部分別收錄千夏&小夏+樁和繪未+八純的AFTER STORY的Fandisc。另外繪未+八純的Fandisc也特別收錄了同時選擇兩人的劇情。

## 故事簡介
由於雙親突然失蹤，還是高中生的新海幸必須拼命打工養活自己跟妹妹。某天正當幸煩惱著該如何賺更多錢時，突然看到「租賃人才派遣」的徵人廣告，幸雖然覺得可疑，但仍舊姑且一試，而他卻沒想到自己所接洽的對象都是曾經見過面的人。

## 登場角色

### 主要角色
新海幸
作品男主角。就讀清凜學園三年C班，為了不引起注意，平時會故意用頭髮把臉遮住外也與同學保持距離。某日雙親突然留下住家和一點錢後失蹤，拒絕為了錢打算收留自己和妹妹的親戚後，從此只相信錢和自己的妹妹並在之後拼命的打工賺錢。原先畢業後不打算升學，被妹妹要求升學後，為了快速賺錢應徵派遣的工作。由於非常疼愛自己的妹妹，常常被其他人說是妹控。秉持著拿錢就要把工作做好的敬業精神，進行出租工作期間會非常認真做好自己該做的身分。
瀨川繪未（聲：花寺香蓮）
幸的同班同學，個性開朗且健談，在班上很有人氣，午休時經常坐在幸的桌子上和朋友聊天。運動方面是全能甚至可以一口氣快速游完一圈泳池。做事經常不考慮後果且愛面子。某天跟朋友約定要帶男朋友給她們看，在走投無路的情況下使用租賃派遣，而對象正好是幸，也因此開始拜託幸扮演自己的男朋友，由於幸平時在班上行事低調和改變外型的關係，除了八純外包含繪未自己和其友人並沒有發現幸就是他的同學。後來為了支付租賃派遣的費用而開始在幸工作的餐廳「Sunny&Lettuce」打工。
在繪未和八純爭奪幸的路線中因目擊到幸和變裝的八純約會後察覺到自己已經喜歡上幸的事實而介入兩人的約會，其後與八純兩人同時向幸告白卻被幸給逃掉，之後與八純兩人展開了爭奪幸的行動最終在幸下定決心答覆要從兩人中做出選擇時再度和八純一起向幸告白。進入八純線的情況下經過友人安慰後決定不放棄繼續的爭奪幸。
天滿八純（聲：飴川紫乃）
幸的同班同學，和繪未是青梅竹馬也跟他一樣在班上很有人氣，是同學眼中的優等生。在班上是唯一會向幸搭話的人也是幸唯一記得名字的同學，同時常對幸露出神秘的笑容。希望自己變得有點壞，因此開始到街上夜遊，某天夜晚在街上和幸巧遇後，要幸成為自己晚上的朋友。
在幸父母失蹤後曾經去送講義給幸，碰巧看到了幸為了跟妹妹在一起而拼命向親戚抗爭的場面，就此對幸一見鐘情，為了繼續在幸的身邊特意選擇和他一樣的學校和科系就讀，但由於個性害羞的關係，三年來只能夠過不斷向他搭話讓幸至少能記住自己的名字外，都沒有做出進一步的行動。突然得知幸和繪未兩人在交往（契約期間）後因不願放棄幸，特地變裝在幸打工的地方附近徘徊並藉故讓他向自己搭話進而提出當朋友的契約。
喜歡起司與拉麵之類的高熱量食物，因此會不時擔心自己的體重。
在繪未和八純爭奪幸的路線中與幸約會時被繪未亂入，並得知兩人並非真的在交往的事實，而向兩人坦白自己一直以來對幸的感情，和繪未正式開始爭奪幸後為了讓自己的行動合理化設計了幸和繪未，讓幸的真實身分和兩人虛假的交往關係暴露在繪未和其友人面前，最後在幸從兩人中做出選擇時再度和繪未一起向他告白。進入繪未線的情況下仍舊未放棄幸而持續勾引他。
泉千夏（聲：水野七海）
就讀悠丘學園一年二班，小夏的雙胞胎姐姐，和妹妹比起来屁股稍微有点翘。和妹妹相比。個性好強且不服輸，典型的傲娇。每天為了照顧個性有點脫線的妹妹而傷透腦筋。雖是姐姐，實際上非常想要有個能撒嬌的對象，因此使用租賃派遣希望可以找到屬於自己的哥哥。在跟派遣的對象幸見面後，卻仍舊無法坦率面對自己的內心。
泉小夏
就讀悠丘學園一年二班，千夏的雙胞胎妹妹，個性冷靜沉著且令人捉摸不透。非常怕冷，即使是夏天也會穿著厚重的衣服。實際上是個變態，經常想像色情的事情。後來也在幸工作的餐廳打工。
空路椿（聲：藤崎紗矢香）
幸所就讀補習班的美女教師。常常穿着丝袜，身材良好的美人，稍微有一点冷冷感觉的大人。實際上是孤独的電玩玩家，每天一回到家便會馬上換回運動服玩遊戲，晚餐也經常只用泡麵解決。在家乡的时候就以认真而闻名，走入社会后也完全没有男人缘。某天因為被担心的家裡人催著找男朋友，而使用租賃派遣找對象希望能蒙混過去，而其所找到的對象也剛好是幸。

### 其他角色
美濱咲希（聲：くすはらゆい）
本作可攻略配角，繪未的好友與同班同學。有著和外表相同的玩鬧性格，常被周遭的人認為是交際花。實際上和繪未一樣只是愛面子並沒有和男性交往的經驗，繪未與八純線中得知繪未並不是真的和幸交往時一度單方面和繪未冷戰，直到繪未在幸的幫助下兩人互相坦白才重修舊好。
小關桃子（聲：北見六花）
本作可攻略配角，繪未與八純的同班同學。可能是因有兩個年紀比自己大很多的哥哥的緣故，興趣有些男性化。常以從容不迫的態度捉弄繪未與八純來取樂，尤其很喜歡八純甚至連她用不同的洗髮精都聞得出來。因為隱約察覺到繪未不是真的和幸交往的關係所以得知真相時反應並不大。
新海月（聲：歩サラ）
幸的親妹妹，也是他唯一的心靈綠洲，因為環境的關係思想比同年紀甚至比自己的哥哥還成熟，在家時會負責包辦所有家事，並且非常尊敬為了自己拼命打工賺錢的哥哥。但不希望幸為了她犧牲掉自己的人生，向他說出如果幸不願意升學的話，自己也會在畢業後出去工作，要求幸繼續升學。

## 主題曲
片頭曲
作詞、作曲：rian、編曲：山下航生，主唱：Rin'ca
片尾曲
作詞、作曲：rian、編曲：山下航生，主唱：piquet

## 評價
《戀愛，我借走了》在Getchu.com舉辦的美少女遊戲大賞2019中獲得綜合部門第19名。

## 外部連結
- 官方網站 （页面存档备份，存于）（日語）
- 英文版官方網站 （页面存档备份，存于）（英文）
- PS4/NS版官方網站 （页面存档备份，存于）（日語）
- Fandisc官方網站 （页面存档备份，存于）（日語）